# زكي درويش
زكي درويش (وُلد عام 1945 ميلاديًا) هو أديب وشاعر فلسطيني وأخ شقيق للشاعر الفلسطيني محمود درويش.

## حياته
وُلِدَ سنة 1945 م في قرية البروة وهي قرية فلسطينية تقع في الجليل قرب ساحل عكا. حيث كانت أسرته تملك أرضًا هناك. خرجت الأسرة برفقة اللاجئين الفلسطينيين في العام 1948 إلى لبنان، ثم عادت عام 1949 بعد توقيع اتفاقيات الهدنة، لتجد القرية مهدمة وقد أقيم على أراضيها مستوطنة «أحيهود». فلجأ مع عائلته إلى كفرياسيف المجاورة.

## أعماله الأدبية
صدرت مجموعته القصصية الأولى (الجسر والطوفان) سنة 1976 م عن دار الأسوار العكاوية، وقد لاقت حضوراً بهيجاً بين القرّاء لأنها مجموعة مُنتظرة بعدما نشر زكي درويش بعض قصصها في جريدة (الاتحاد) التي كانت تصدر في مدينة حيفا.
ثم صدرت مجموعته القصصية الثانية (الرجل الذي قتل العالم) سنة 1978 م عن دار الأسوار نفسها، وقد لاقت هذه المجموعة حضوراً مدوّياً داخل الوطن الفلسطيني حتى قيل إن ما من بيت فلسطيني خلا من هذه المجموعة.
حظيت روايته (أحمد محمود والآخرون) بحضور مهم لأنها تحدّثت عن أحداث الانتفاضة الفلسطينية الأولى (1978)، والنشور الوطني لفتيان فلسطين وأطفالها الذين شكّلوا مرآة جديدة للنضال الفلسطيني راح الآباء والأمّهات يواقفونها بكل الزهو والافتخار لأن هذه الانتفاضة مثّلت دكّاً لكل مقولات الصهاينة التي أرادت إماتة الفعل النضالي الفلسطيني، والتي روّجت إلى أن كبار الفلسطينيين المُطالبين بفلسطين ماتوا، وأن الأجيال الطالعة نسيت فلسطين. رواية زكي درويش (أحمد محمود والآخرون) وجه جديد. مُشرق للنضال الفلسطيني واندفاعة قوية لثقافة المقاومة، ومواجهة باسِلة لثقافة المحو وتفتيت الذاكرة الفلسطينية التي واجهها الفلسطينيون.
له اليوم أكثر من سبع مجموعات قصصية، كما له أكثر من مسرحية، وأكثر من رواية، وهو خريّج جامعي يحمل شهادة عُليا في اللغة العربية، وقد زاول التدريس في الثانويات والمعاهد والجامعات، وقد كان أديباً ناشطاً وحاضراً في المجلات الثقافية التي عرفتها المدن الفلسطينية مثل: الجديد، والغد، وصحيفة الاتحاد، بالإضافة إلى حضوره في بعض الملاحق الثقافية التي عرفتها مدن القدس، و الناصرة، و رام الله.

## جوائز
حصل زكي درويش على جائزة القدس من الاتحاد العام للأدباء والكتاب العرب سنة 2017.